# Белгород Арена
«Белгород-Арена» — многофункциональная спортивная арена в Белгороде. Домашняя арена для волейбольного клуба «Белогорье» взамен ДС «Космос».

## Описание
Арена предназначена для проведения соревнований международного уровня по волейболу, баскетболу, гандболу, мини-футболу, теннису и другим видам спорта, также возможно проведение выставок, конференций, презентаций, культурно-зрелищных мероприятий.

## Технические характеристики
Здание спортивной арены округлой формы имеет пять этажей общей площадью 32 785,26 м². На четырёх этажах здания будут находиться круговые фойе для зрителей с гардеробами, санузлами и буфетами. Здесь будут обустроены ресторан, выставочный зал, универсальный тренировочный и тренажерный залы, административные, рабочие и технические помещения, музей спорта, а также трибуны для зрителей (с местами для маломобильных групп населения), максимальная вместимость которых составит 10 105 человек. Пятый этаж — технический. Высота чаши — 25 метров. Проектные решения предусматривают обеспечение комфортных условий для людей с ограниченными физическими возможностями, в том числе для инвалидов-колясочников. Генпроектировщик — ООО «Проектно-Строительная Компания „БелЭнергоСтрой“». На арене предусмотрены камерные площадки, специальные телевизионные помещения, аппаратные, комментаторские, площадки для спутниковых антенн.
Арена имеет игровую зону размером 40×25 м, включая в себя игровое поле и свободную зону вокруг поля. Зоны разминки имеют прямой выход к игровому полю. В каждом зале имеется не менее двух зон разминки размером 24х15х7 м. Предусмотрены помещения для проведения допинг-контроля и помещения для оказания первой медицинской помощи и освидетельствования судей. В конструкции арены использованы 66-метровые пролёты.
Внешне арена оформлена стеклянными витражами с декоративным плавающим козырьком. На фасаде здания находится большой экран, на котором возможны трансляции матчей.

## История

### Строительство
Вопрос строительства нового дома для белгородского волейбольного клуба «Белогорье» стоял на протяжении многих лет. Геннадий Яковлевич Шипулин, различные чиновники и спортсмены неоднократно высказывали недовольство действующим дворцом спорта «Космос», где проводит свои домашние матчи команда. По мнению специалистов, этот спортивный комплекс устарел и уже давно не отвечает запросам чемпионов России по волейболу. Именно поэтому Шипулин в сентябре 2012 года обратился к президенту России с просьбой помочь в создании новой спортивно арены. Глава государства пообещал решить вопрос финансирования 50 на 50. После этого волейбольный клуб «Белогорье» во главе с Геннадием Шипулиным занялся подготовкой документов и поиском денег, для того чтобы начать строительство. Инвестиции в проект арены «Белогорье» составят 4 млрд рублей. Федеральные деньги — 2 млрд рублей (в 2019 году — 866 миллионов рублей, в 2020 — 1 миллиард), ещё по 1 млрд из областного бюджета (в 2019 году — 230 миллионов рублей, в 2020 — 734 миллиона) и внебюджетных источников (компания «Металлоинвест» в 2019 и 2020 году зачислит по 500 миллионов).
Первоначально местом строительства арены «Белогорье» в клубе называли территории возле ТРК «Сити-Молл Белгородский». Однако потом было выбрано место в центральном районе города площадью 12 га, недалеко от учебно-спортивного комплекса БелГУ Светланы Хоркиной на берегу реки Везёлки. Затем появилась информация, что арену будут строить между улицами 8 Марта и Красноармейская. В конечном итоге, было принято решение строить арену на Харьковской горе на месте стадиона и областного центра волейбола (СШОР № 4) на пересечении улиц Щорса и Горького на земельном участке площадью 6,1 гектара.
Участие в разработке проекта принимало около 60 человек: белгородская команда проектировщиков, московская команда, питерская компания. Строительство повлекло за собой реконструкцию улиц Щорса и Горького. Для личного транспорта предусматривается около 440 машиномест, кроме того запланирован паркинг на 600 машиномест на Контакте и рассматривается проект реновации гаражного кооператива вблизи арены.
Первые пробные сваи для инженерно-геологических изысканий на месте будущей арены забили в мае 2015 года, но в марте 2016-го строительство было заморожено. К 16 марта 2016 года было забито 700 свай. Причиной остановки работ стало то, что строительство арены «Белогорье» начали, не получив никаких предварительных гарантий на получение средств из федерального бюджета. Заложенные же в региональный бюджет деньги были перенаправлены на ремонт дорог.
25 февраля 2019 года проект арены получил положительное заключение Главгосэкспертизы. Возобновить стройку планируется в июне 2019 года, а завершить строительство в 2021 году.
Сначала были снесены строения, вывезен мусор, забиты сваи и залит фундамент. В июле 2019 года строители установили железобетонные конструкции, в октябре — сделали кровельные покрытия.

### Открытие арены
Арена была открыта 14 мая 2021 года. Церемонию провели известные спортивные комментаторы Дмитрий Губерниев и Ольга Богословская. В торжественном открытии приняли участие врио губернатора Белгородской области Вячеслав Гладков, олимпийские чемпионы Светлана Хоркина, Сергей Тетюхин и Тарас Хтей, президент ВК «Белогорье» Геннадий Шипулин. Открытие сопровождалось празднованием юбилея Паралимпийского комитета России и вручением премии ПКР «Возвращение в жизнь».
C 1 июня новая арена включена во Всероссийский реестр объектов спорта.

### Эксплуатация
- Суперфиналы Лиги Белова Ассоциации студенческого баскетбола (2–5 июня 2021 года)[17];
- Первенство России по тхэквондо среди юношей и девушек 12-14 лет (10–14 июня 2021 года)[18];
- День ГТО и региональный этап «Гонки ГТО» (сентябрь 2021 года)[19];
- Форум «Время новых возможностей»[20].

## Инциденты
21 марта 2024 года административный корпус и около 20 % остекления «Белгород-Арена» получили повреждения в результате обстрела Белгорода со стороны ВСУ.